# Байран
Байра́н (рос. Байран) — присілок у складі Юкаменського району Удмуртії, Росія.
Населення — 2 особи (2010; 9 в 2002).
Національний склад (2002):
- удмурти — 100 %